# 索科特拉機場
索科特拉機場（阿拉伯语：‎），是也门索科特拉岛上的一座机场，是该岛唯一的商业机场。建于1999年。

## 现状
大部分班次都是往大陸的穆卡拉（裡揚機場），大部分飛機都會在那裡進行一個技術修理然後才到也門首都：薩那或南部海港亞丁。
機場位於島的北部，但主要旅遊景點在島的西部Qalansiyah海灘，由機場到島西部需時約2小時。該處是一個無污染，無噪音和浪漫的海灘。
機場沒有任何定期的交通來往哈迪布，但可以等約15分鐘乘任何車輛，大部分車都是向西走。旅客可以乘巴士，但需要比其他居民付多點車費，大約須30至50也門里亞爾（1美元{\displaystyle \approx } 200也門里亞爾）。
除非旅客懂操阿拉伯語或可以與私家車司機交易，否則如沒有妥當安排，到達Hadibo是較困難的。
值得注意的是，目前索科特拉島仍然是一個非發達的島嶼，沒有工業和農業，不能預期提供各種食品和當地食品，因此大量的收費項目，都是由也門內地進口的，連瓶裝水也不例外。
2015年3月到2018年區間，由于沙特阿拉伯的军事行动，索科特拉机场航线停飞。

## 航空公司及航線
| 航空公司     | 目的地             |
| ------------ | ------------------ |
| 費利克斯航空 | 穆卡拉、萨那、沙迦 |
| 也門航空     | 穆卡拉、萨那       |

## 资料来源
1. ↑  .   [2017-09-05]. （原始内容存档于2017-09-06）.
2. ↑  Ghattas, Abir. .   [2015-04-08]. （原始内容存档于2019-01-06）.